# Chris Kattan
Chris Kattan, all'anagrafe Christopher Lee Kattan (Culver City, 19 ottobre 1970), è un comico e attore statunitense, noto principalmente per la sua partecipazione al Saturday Night Live.

## Biografia
Kattan nasce a Culver City, una cittadina poco distante da Los Angeles (in California), il 19 ottobre del 1970. Il padre, Kip King (nome d'arte di Jerome Charles Kattan), era un attore e doppiatore statunitense, nato e cresciuto a Chicago (nell'Illinois) da padre iracheno nativo di Baghdad e da madre polacca, entrambi d'origine ebraica, mentre la madre, Hajnalka E. Biro, era una modella ungherese originaria di Budapest e di religione buddista, impiegata principalmente a Londra, dove in un'occasione venne fotografata da Playboy. Kattan strascorse la sua infanzia a Bainbridge Island, dove si diplomò nel 1989.
Cominciò la sua attività di comico nel 1993, riuscendo due anni dopo ad approdare al Saturday Night Live: nella popolare trasmissione, si mise in luce sia come imitatore (tra i vip interpretati figurano tra gli altri Antonio Banderas, Al Pacino, Bill Gates e Ricky Martin) sia come creatore di personaggi originali: uno dei più irriverenti fu senza dubbio Gay Hitler, una caricatura in chiave omosessuale del dittatore nazista.
Nel 1996 ebbe una piccola parte nella sitcom Grace Under Fire, trasmessa dalla ABC. Dal 1998 è anche attore cinematografico: il suo film d'esordio fu A Night at the Roxbury, frutto del sodalizio artistico con il collega Will Ferrell, in cui i due protagonisti rispolverano i Fratelli Butabi, scapestrati figli di papà già presentati al SNL. Nella pellicola Delgo e il destino del mondo (2008) presta la voce al personaggio di Filo.
Il 28 giugno 2008 si è sposato a Oakhurst (California) con la modella Sunshine Deia Tutt ma già il 10 agosto successivo la coppia annunciò l'intenzione di divorziare, cosa che avvenne nel febbraio 2009. Nel 2012 dà alle stampe il libro Peepers, a canticle.

## Filmografia

### Cinema
- A Night at the Roxbury, regia di John Fortenberry (1998)
- Il mistero della casa sulla collina (House on Haunted Hill), regia di William Malone (1999)
- Any Given Wednesday, regia di Neil Mandt – cortometraggio (2000)
- Monkeybone, regia di Henry Selick (2001)
- Corky Romano - Agente di seconda mano (Corky Romano), regia di Rob Pritts (2001)
- Undercover Brother, regia di Malcolm D. Lee (2002)
- Adam & Steve, regia di Craig Chester (2005)
- Santa's Slay, regia di David Steiman (2005)
- Undead or Alive -  Mezzi vivi, mezzi morti (Undead or Alive: A Zombedy), regia di Glasgow Phillips (2007)
- Christmas in Wonderland, regia di James Orr (2007)
- Tanner Hall - Storia di un'amicizia (Tanner Hall), regia di Francesca Gregorini e Tatiana von Furstenberg (2009)
- La truffa perfetta (Guns, Girls and Gambling), regia di Michael Winnick (2012)
- Hotel Transylvania 2, regia di Genndy Tartakovsky (2015) (voce)
- The Ridiculous 6, regia di Frank Coraci (2015)

### Televisione
- NewsRadio – serie TV, episodio 2x01 (1995)
- Grace Under Fire – serie TV, episodio 3x24 (1996)
- Enough About Me, regia di Andy Cadiff – film TV (2005)
- Totally Awesome, regia di Neal Brennan – film TV (2006)
- Un anno senza Babbo Natale (The Year Without a Santa Claus), regia di Ron Underwood – film TV (2006)
- The Middle – serie TV, 56 episodi (2009-2014)
- The Wedding Bride –, regia di Pamela Fryman – corto
- How I Met Your Mother – serie TV, episodio 5x23-9x19 (2010-2014)

## Doppiatori italiani
Nelle versioni in italiano dei suoi lavori, Chris Kattan è stato doppiato da:
- Antonello Noschese in A night at the Roxbury
- Massimo Rossi in Il mistero della casa sulla collina
- Corrado Conforti in Corky Romano - Agente di seconda mano
- Tony Sansone in Monkeybone
- Patrizio Prata in Undercover Brother
- Davide Lepore in Santa's Slay
- Nanni Baldini in Un anno senza Babbo Natale
- Vittorio Guerrieri in Nancy Drew
- Alberto Bognanni in Tanner Hall - Storia di un'amicizia
- Massimo De Ambrosis in The Middle
- Davide Garbolino in How I Met Your Mother

Da doppiatore è sostituito da:
- Davide Garbolino in Bunnicula
- Franco Mannella in Hotel Transylvania 2
- Paolo De Santis in Delgo e il destino del mondo
- Alessio De Filippis in Cuphead